# ويليام الكسندر لين
ويليام الكسندر لين (بالإنجليزية: William Alexander Linn)‏ هو مؤرخ وصحفي أمريكي، ولد في 4 سبتمبر 1846، وتوفي في 23 فبراير 1917.